# 中国教育電視台
中国教育テレビ（ちゅうごくきょういく-　中国語:中国教育电视台）は、中華人民共和国の国営教育専門テレビ局の一つ。英名はCETV（China Education Television）。
中華人民共和国教育部が管轄している。1986年10月1日開局。本部は、北京市朝陽区東三環南路98号 盛鴻大廈。

## 放送形態
- CETV-1-総合教育チャンネル（综合教育频道）：最新の教育に関するニュース情報、教育教養番組、歴史と文化番組、テレビドラマの中心とした教育的特色のある総合的専門チャンネル。
- CETV-2-教育教養チャンネル（教学频道）：教育教養番組を特化する専門チャンネル、在校生、非在校生、およびその教師と家族を対象視聴者の対象とする。
- CETV-3-北京地上波チャンネル（北京地面频道）
- CETV-4-職業教育チャンネル（职业教育频道） - 2009年3月2日に開局した新しいチャンネル。
- CETV-早期教育频道 - 有料チャンネル。

## 海外の提携局
- 日本 NHK教育テレビジョン
- イギリス BBC Two